# Dogs D'amour
The Dogs D'Amour es un grupo de rock inglés formado en 1983 por el vocalista Ned Christie (Robert Stoddard), los guitarristas Tyla (Tim Taylor) y Nick Halls, el bajista Karl Watson, y el batería Bam (Maurice Ross), aunque posteriormente Tyla se convirtió en el vocalista y líder de la banda, siendo asimismo el compositor de prácticamente todos sus temas. A esta formación, que es la que pasaría a la historia, se incorporaron el guitarrista Jo Dog y el bajista Steve James, lo cual completaría lo que se conoce como la formación "clásica" de los Dogs.

## Estilo e influencia deBukowski

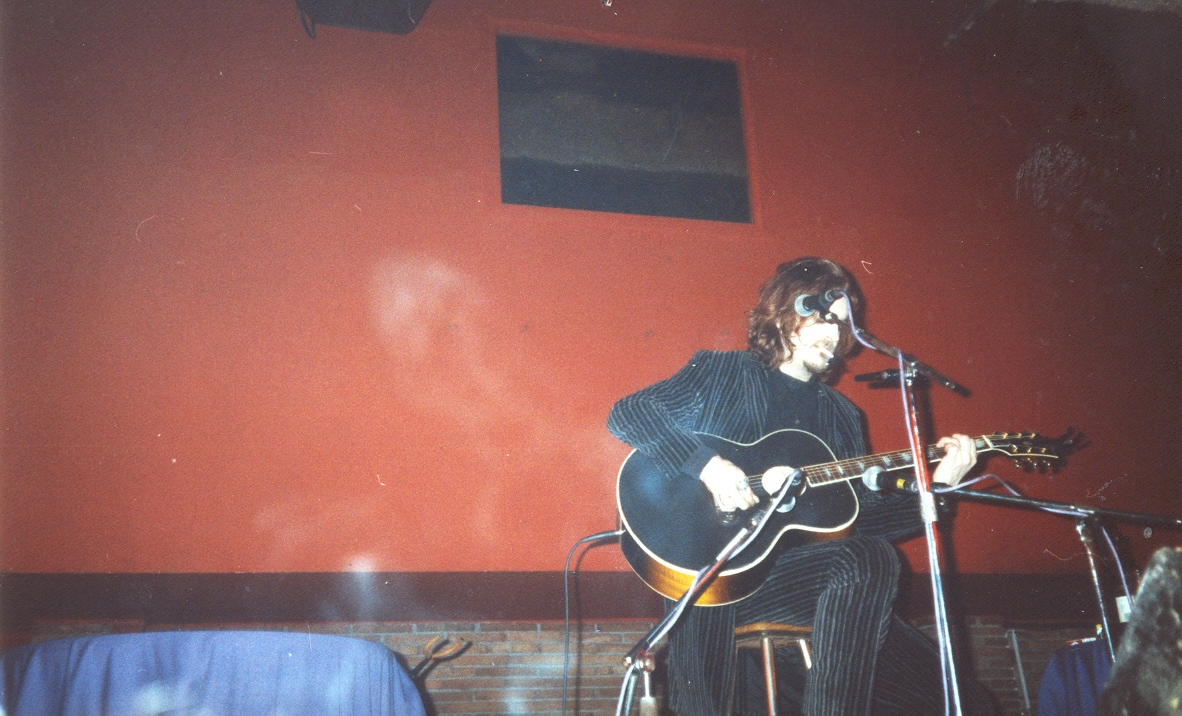
Tyla, líder de Dogs D'amour, en la sala Mephisto de Barcelona.

El escritor Charles Bukowski es una influencia básica en el mundo de los Dogs; el propio nombre del grupo, procede de un libro de poemas del escritor: "Love is a Dog From Hell"; las letras del grupo dan fe de esa influencia; numerosas odas al alcohol y  los efluvios etílicos inundan las canciones de esta banda, tanto como los temas sobre amores perdidos, perdedores y corazones rotos ("Saviour" "More Unchartered Heights of Disgrace" "Empty World"), contrarrestadas estas por himnos roqueros cargados de euforia y energía positiva ("I'm gonna get it right" "I don´t want you to go"). La reconocida influencia del escritor se manifiesta especialmente en los títulos que se refieren o hablan de él directamente, como "Mr. Barfly" o "Bullet Proof Poet" ("el poeta a prueba de balas"). Todo lo cual redondeado la voz quebrada y expresiva de Tyla, la calidad y visceralidad del grupo como instrumentistas, y esa imagen romántica de "bandoleros del rock n'roll", que también es recogida en temas como "Last Bandit" o "Victims of Success":

"Tomando ropas prestadas, robando coches, usando combustible del que se encuentra en los bares, enterrados en la basura, pero mirando a las estrellas" ("Victims of Success")

## Historia

### Comienzos: "State We're In/Unauthorised Bootleg album"
Dogs D'amour comienzan con el nombre de Bordello Boys, con Ned Christie a las voces; comienzan a girar, tocando en unos 50 conciertos durante 1983, y grabando algunas canciones. Entonces Ned Christie abandona el grupo por diferencias musicales con Tyla. Tyla se convierte en el vocalista, y graban el debut de la banda "The State We're In", un disco inencontrable y descatalogado durante años, y actualmente reeditado. El disco contiene ya algunas versiones primitivas de lo que serían futuros clásicos del grupo, pero adolece de una nefasta producción, y un sonido de muy baja calidad que empaña su disfrute. Sin embargo, es apreciado entre los numerosos fanes que consideran cómo inestimable todo aquello que lleve el sello Dogs D'amour, y apunta las maneras y el estilo de la banda: letras alcohólicas, música de raíz Stones y Faces con un toque punk, y la influencia del escritor Charles Bukowski sobrevolándolo todo. El siguiente disco, Unauthorised Bootleg, empieza a dibujar un poco más su estilo, y fue objeto de una reedición que acompañaba un disco de grandes éxitos del grupo.

### El gran salto. "In The Dynamite Jet Saloon"
Pero el álbum que definitivamente consolidó al grupo fue "In The Dynamite Jet Saloon", disco con el que alcanzaron sus mayores cotas de fama. El disco coincidió con el Boom de las llamadas Hair-Bands, grupos de hard rock con una imagen muy trabajada y en ocasiones artificial, como Poison, o Mötley Crüe. Su compañía de discos quiso hacerles pasar por una de esas formaciones, aunque los Dogs fueran algo muy distinto a todo eso. Esa es la razón de que la portada de "In The Dynamite Jet Saloon", no incluya un dibujo de Tyla en la portada, como el resto de álbumes desde "Unathorised..." hasta el último, sino que es el único que muestra una foto del grupo, con abundante maquillaje como era la moda de la época. Pero aunque la portada fuera desafortunada, la música que contiene se considera brillante: Ahí están clásicos del grupo como "Billy Two Rivers" "How Come it never Rains" o "I don't Want you to go", la cual era utilizada para cerrar los shows de la banda.

### El poeta a prueba de balas. "A Graveyard of Empty Bottles"
Tras el éxito del disco y una multitudinaria gira que obtuvo unas inmejorables críticas, dado que el directo era uno de los fuertes de los Dogs, decidieron entrar al estudio y registrar una serie de canciones acústicas. Eso se convirtió en el álbum " A Graveyard of Empty Bottles", un disco muy apreciado por los fanes; "I Think Is Love Again", "Saviour" "So Once Was I" " Angel"; el disco impactó a crítica y público, por su crudeza y la maestría de Tyla desnudando su alma a lo largo de los siete cortes del disco.

### Un borracho como yo. "Errol Flynn"

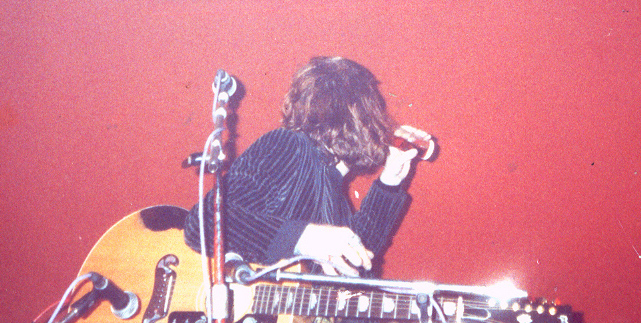
A Drunk like Me.

El siguiente álbum se llamaría "Errol Flynn", pero una vez publicado, el nombre dio problemas en relación con los derechos del nombre del actor Errol Flynn, y salió a la calle una segunda edición con el título de King of The Thieves. Fue este un álbum que añadió más clásicos a la carrera del grupo, canciones que los fanes recuerdan entre sus favoritas, como "Errol Flynn" "Prettiest Girl in The World", "Satellite Kid", uno de sus mayores éxitos comerciales; es un tema en el que Tyla confiesa sus sentimientos a lo que parece el amor de su vida, y que acaba resultando ser una botella de alcohol; mientras, "Drunk Like Me", que abre el disco, es su himno etílico por excelencia, y usado en innumerables ocasiones para abrir sus conciertos.
La gira de "Errol Flynn" les llevó a girar por EEUU, contando con los muy recordados Mother Love Bone, grupo pionero de la música de Seattle, como teloneros. El desaparecido Andrew Wood, líder de MLB, solía declararse un gran fan de la música de los Dogs, y no es difícil, aunque se trate de estilos tan dispares, el encontrar elementos en común entre ambas bandas, pues ambos practicaban el Dandismo, tenían a Bowie como influencia, y tenían un sentido romántico y altamente creativo del rock, vertiendo grandes dosis de pasión en sus composiciones.

### El mundo está vacío; la crisis. "Straight!"
Después de "Errol Flynn", el grupo se sumíó en una especie de crisis, y después de facturar uno de sus álbumes más flojos "Straight!", un disco que adolecía de una mala producción, con falta de fuerza, y con temas que palidecen ante todos los anteriores (se recuerda de este disco la depresiva "Empty World"), el grupo parece desintregrarse en una desastrosa gira, en la que el apoyo de su compañía discográfica parece inexistente, y el abuso de alcohol y drogas se combina con fuertes tensiones en el seno del grupo, intentos de suicidio...Tyla se raja el pecho con una botella rota durante el concierto, y debe ser llevado inmediatamente al hospital. Varios de los miembros se unen a otros proyectos, mientras Tyla y Jo Dog se mudan a Los Ángeles.

### Todo el mundo quiere a Johnny Silvers. El regreso. "More Unchartered..."
Pero en 1993, el grupo sorprendería con su regreso, "More Unchartered Heights of Disgrace", un disco, que si bien parecía menos cohesionado que los anteriores, alcanzaba la brillantez de sus antecesores en muchos de sus cortes; así, son consideradas clásicos del grupo "Mr. Barfly", "Johnny Silvers", "Pretty, Pretty Once", o "Put It In Her Arm", esta última una estremecedora melodía, interpretada por Tyla al piano y cargada de dramatismo y desgarradora intensidad.
El disco prescindía del guitarrista Jo Dog e incorporaba al ex-U.K.Subs Darrel Bath; después de este disco, Los Dogs desaparecerían, y Tyla se dedica a su carrera en solitario.

### Los Dogs ya no existen.Tylaen solitario
Tyla, nacido Tim Taylor, es un polifacético artista; además de músico y compositor, se considera poeta, pintor y dibujante. Algunos de sus dibujos son conocidos por iluminar las portadas de sus discos, pero en esta época, Tyla empieza a pintar, exponer y vender sus pinturas y dibujos, compaginádolo con su carrera musical, que continúan en la actualidad.
Entre sus discos en solitario, destacan los tres primeros, "The Life & Times Of A Ballad Monger" "Gothic" y "Libertine", discos que contienen poderosas canciones y temas acústicos en la línea de los Dogs. Destacar también "Flagrantly Yours" el disco que grabó con el vocalista Spike, del "grupo- hermano" de los Dogs, The Quireboys, bajo el nombre "Spike's and tyla's hot knives", un disco que la crítica calificó como cargado de preciosas melodías y en el que las voces quebradas y cazallosas de Spike y Tyla se complementan para dar vida a temas cargados de romanticismo roquero; durante esta época Tyla se trasladó a vivir a Barcelona.

### Una vez bailé con un poeta. El revival. "Happy Ever After"
El 2000 vio la reunión de (casi) la formación clásica de los Dogs, con Jo Dog otra vez a la guitarra, y la mujer del batería Bam, la ex-Vixen Share, encargándose del bajo y los coros. El grupo fue recibido con entusiasmo, ya que durante sus años de inactividad habían adquirido el status de grupo de culto y acumulado una legión de fanes, mientras que los fanes clásicos esperaban ávidamente su regreso. El talento de Tyla había dado grandes discos en solitario, pero los Dogs eran considerados una formación muy especial en el mundillo roquero.
El disco, llamado "Happy Ever After" estuvo a la altura de las expectativas, a pesar de que no llegó al nivel de sus mejores
álbumes clásicos, y destacaban "Get By", que abre el disco y "Angelina", un melancólico y roquero tema que ya había aparecido en un disco en solitario de Tyla, "Libertine", y fue arreglado por el grupo para la ocasión. Los Dogs hicieron una gira del disco con esta formación y aún que no fue muy extensa, si despertó una gran expectación, al precederles una gran fama como grupo de directo. En España telonearon a Alice Cooper, en su gira de "Brutal Planet", y tras la experiencia, Bam, Share y Jo Dog regresarn a EEUU, mientras que Tyla permaneció en la que se ha convertido en su ciudad, Barcelona.
En los años siguientes, se editaría un álbum bajo el nombre de Dogs D'amour, "When Bastards Go to Hell" pero con una nueva formación, y que apenas guarda conexión con el grupo. Se trata más bien de un álbum en solitario de Tyla, con una orientación más bien experimental y una clara desconexión con el sonido de los Dogs.
En 2013 publican un EP llamado Cyber recordings 2013. Publicado en febrero de 2013 por Dynamite Jet Saloon records y con 4 temas: Flameboy, walk away, hotel daze, Livin´on.

## Discografía

### EP
- The Dogs D'Amour (1988)
- Blame It On Us (1992)
- Cyber Recordings 2013 (2013)

### Álbumes de estudio
- The State We're In (1984)
- In The Dynamite Jet Saloon (1988)
- A Graveyard Of Empty Bottles (1989)
- Errol Flynn (1989)
- Straight??!! (1990)
- ...More Unchartered Heights Of Disgrace (1993)
- Seconds (2000)
- Happy Ever After (2000)
- When Bastards Go To Hell (2004)
- Let Sleeping Dogs... (2005)
- In the Dynamite Jet Saloon... (2011)

### Recopilatorios
- (Un)authorized Bootleg Album (1988)
- Dogs Hits & Bootleg Album (1991)
- Skeletons: The Best Of... (1997)
- Heart Shaped Skulls (best of '88-'93) (2004)